# Berninapas

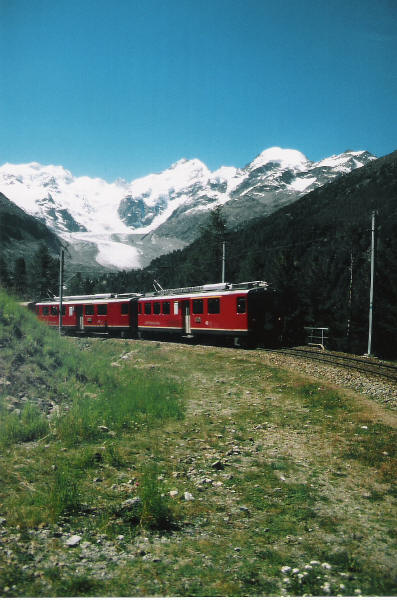
Bernina-Express onderweg op de achtergrond de Morteratschgletsjer

De Berninapas verbindt het Valtellina-dal met het Engadin-dal. Vanuit Samedan in het Engadin loopt de route over een lengte van 56 kilometer en een pashoogte van 2328 meter naar het Italiaanse Tirano. De pasweg is, evenals de parallel lopende Bernina-Bahn, voltooid in 1910. De pas is het gehele jaar geopend.
De Berninapas is vooral van toeristische betekenis. Het economische belang is beperkt. Vanaf de pasweg heeft men vanuit de auto, vanaf de fiets of vanaf de motor een mooi uitzicht op onder andere de Morteratschgletsjer.

## Geschiedenis van de Berninapas
Aanvankelijk vond het goederenverkeer door de Bündner Alpen plaats van Chur via Thusis naar ofwel de Septimerpas en de Splügenpas ofwel via de Julierpas en de Malojapas. Deze routes kwamen bijeen in het Italiaanse Chiavenna. Vandaar was het nog zeker vijf uur gaans tot het Comomeer waar de goederen konden overgeladen worden op een schip naar Lecco en verder richting Milaan.
De route over de Berninapas begon pas aan het einde van de 14e eeuw een rol van belang te spelen. Na de bevrijding van de "Overheersing door de Milanezen" trad het Valposchiavo-dal in 1408 toe tot de Gotteshausbund. Hierdoor werd de handel naar Italië positief beïnvloed, want het Reto-Romaanse Engadin was nu met het Italiaanstalige Valposchiavo verbonden.
Er werden aan beide zijden van de Berninapas transportverenigingen (Porten genoemd) opgericht die het transport over de Berninapas verzorgden. Er werden eenheidstarieven voor het vervoer ingevoerd voor het transport en onderhoud van de handelsroute die plaatsvond via zogeheten lastdierpaden. Deze Porten zorgden ook voor het openhouden van de pasweg in de winter.
Meerdere eeuwen bedienden de lastdierdrijvers en de reizigers zich van twee verschillende routes over de Berninapas. Tot 1555 voerde de pasweg vanaf Hospiz over La Motta - La Rösa - Pisciadel (Val Laguné) naar Poschiavo, en daarna tot 1729 gebruikte men de kortere route via Val Pila - Cavaglia - Cadera. Nadat er talrijke lawineongevallen hadden plaatsgevonden, keerde men terug naar de oude route door de veel minder gevaarlijke Val Laguné. Opvallend is dat beide routes nog altijd in gebruik zijn. De pasweg voert over La Rösa en de Bernina-Bahn bereikt het Valposchiavo via Cavaglia.
In tegenstelling tot de Septimer-, Splügen-, Julier- en Malojapas waren de beide Bernina-routes niet met een wagen te berijden. Als transportmiddel werden dan ook uitsluitend lastdieren (meestal ezels en paarden) gebruikt en in de winter maakte men gebruik van paardesleeën. Rond 1690 trokken er colonnes van wel 300 dieren over de pas. De transportweg werd opgedeeld in verschillende etappes. Er waren rustplaatsen en plaatsen waar de paarden gewisseld konden worden. Tot op de dag van vandaag zijn een aantal van deze gebouwen nog altijd behouden gebleven. De last van de pakdieren bedroeg van ca 80 tot 130 kg. Het verkeer over deze route bleef daardoor lang beperkt in omvang.
Hierin kwam verandering toen de eerste pasweg werd aangelegd. Deze werd ontworpen door de Alpenpassenarchitect en Spoorinitiatiefnemer Richard La Nicca (1794-1883). Met de eerste etappe werd in 1842 begonnen. 23 jaar later was de pasweg klaar en kon men van Samedan naar Campocologno aan de landsgrens met Italië met koetsen en andere wagens.
Het Hospiz Bernina aan de Crusetta-See werd in 1866 geopend. Direct daarna begon het vervoer met postkoetsen en tot 1910 werden er op deze wijze reizigers, goederen en post vervoerd over de Berninapas. Na de opening van de Bernina-Bahn stopte de Reisepost met haar doorgaande ritten. Tussen 1900 en 1925 waren auto's op alle wegen in Graubünden verboden. Op 15 juni 1926 reed voor de eerste keer een postbus van Poschiavo naar La Rösa.
In de jaren van 1960 tot 1965 voorzag men de pasweg van een asfaltlaag en sinds de winter van 1965/66 probeert men ook de pasweg in de winter open te houden. Dankzij moderne sneeuwruimtechnieken is het mogelijk om de pasweg -op enkele dagen per jaar na- open te houden. Ook de spoorweg komt dankzij haar bijzondere bouw tot dezelfde goede resultaten.
Na de opening van de doorgaande pasweg over de Bernina in 1865 nam de internationale interesse voor de onberoerde schoonheid van het landschap sterk toe. De zware negen uur durende reis met de postkoets of op een paardenwagen kon al snel het groeiende toeristenverkeer niet meer boeien en dus moest er een spoorlijn komen die de reizigers op een aangename snelle wijze naar de meren, de gletsjers en de bergtoppen kon brengen.
Albrun · Albula · Alpe Gesero · Bernina · Brünig · Chasseral · Croix · Ferret · Flüela · Forclaz · Furka · Furggu · Gemmi · Glas · Glaubenberg ·  Glaubenbüelen · Gries · Grimsel · Grote Scheidegg · Grote St.-Bernhard · Gurnigel · Gueulaz · Jaun · Julier · Klausen · Kleine Scheidegg · Kunkel · Lenzerheidepas · Livigno · Lukmanier · Maloja · Moosalp · Morgins · Mosses · · Saanenmöser · Neggia · Nufenen · Oberalp · Ofen · Pillon · Planches · Pragel · San Bernardino · Sanetsch · Schallenberg · Simplon · Sint-Gotthard · Splügen · Susten · Umbrail · Vue des Alpes · Wolfgang